# Lubow Jahodyna
Lubow Jagodina, ros. Любовь Ягодина (ur. 22 września 1977) – ukraińska siatkarka,  posiadająca obywatelstwo rosyjskie. Była reprezentantka Ukrainy. Występuje na pozycji przyjmującej bądź atakującej, aktualnie jest zawodniczką Dinamo Moskwa.

## Kariera
- BKS Stal Bielsko-Biała (2003–2005)
- Voléro Zurich (2005–2006)
- CSKA Moskwa (2006–2007)
- Leningradka Sankt Petersburg (2007–2008)
- Uniwersytet-Biełogorie Biełgorod (2008–2009)
- Dinamo Moskwa (2009–2011)
- Urałoczka Jekaterinburg (2011–2012)
- Dinamo Moskwa (od 2012)

## Osiągnięcia klubowe
- Mistrzostwo Polski – (2004, 2005)
- Puchar Polski – (2004)
- Mistrzostwo Szwajcarii – (2006)
- Puchar Szwajcarii – (2006)
- Puchar Szwajcarii – (2006)
- Wicemistrzostwo Rosji – (2010, 2011)
- Puchar Rosji – (2009)